# Dingli Swallows Football Club
Il Dingli Swallows Football Club è una società calcistica maltese avente sede nella cittadina di Dingli. Nella stagione 2019-20 milita nella Third Division, la quarta serie del campionato maltese.
Fondata nel 1948, la compagine ha fatto il suo esordio nella massima serie nella stagione 2009-10; resta questa a tutt'oggi l'unica partecipazione del club alla Premier League maltese.

## Palmarès
- First Division (Malta): 1

2008-2009
- Second Division (Malta): 1

2006-2007